# NGC 5094
NGC 5094 (другие обозначения — MCG -2-34-37, PGC 46580) — эллиптическая галактика (E) в созвездии Дева.
Этот объект входит в число перечисленных в оригинальной редакции «Нового общего каталога».